# Yōko Kagabu
Yōko Kagabu (jap. 利部 陽子 Kagabu Yōko; ur. 28 października 1960 w Akicie) – japońska siatkarka, medalistka igrzysk olimpijskich i mistrzostw Azji.

## Życiorys
Wraz z reprezentacją Japonii tryumfowała podczas mistrzostw Azji 1983 rozgrywanych w Fukuoce. Wystąpiła na igrzyskach olimpijskich 1984 odbywających się w Los Angeles. Zagrała wówczas w jednym z trzech meczów fazy grupowej, półfinale oraz w zwycięskim meczu o brązowy medal z reprezentacją Peru. Zajęła 4. miejsce w Pucharze Świata 1985.
W latach 1979–1986 była zawodniczką klubu Hitachi Belle Fille, z którym pięciokrotnie zdobyła mistrzostwo ligi japońskiej pomiędzy 1982 i 1986.